# Ladinia - Sföi culturâl dai ladins dles Dolomites
Ladinia - Sföi culturâl dai ladins dles Dolomites è una rivista annuale scientifico-culturale edita dall'Istituto Ladino "Micurà de Rü".
Fondata nel 1977 dal linguista Lois Craffonara e diretta da Werner Pescosta, consiste in una pubblicazione di studi concernenti la lingua, la storia e la cultura ladine. È pubblicata in italiano, ladino e tedesco, per facilitarne la diffusione anche agli altri due gruppi linguistici dell'Alto Adige.
La rivista è diretta da Werner Pescosta e Roland Bauer. Il Comitato scientifico si compone di Rita Franceschini, Matthias Grünert, Dieter Kattenbusch, Ulrike Kindl, Barbara Kostner, Hannes Obermair, Luciana Palla, Günther Pallaver, Elton Prifti, Heidi Siller-Runggaldier, Umberto Tecchiati e Federico Vicario.
Di norma, sono pubblicati in ladino, canzoni e poesie.